# Мая Даскалова
 Мая Даскалова е българска сценаристка.
Тя е редактор на сценариите на филмите „Да обичаш на инат“ (1986), „Страстна неделя“ (1986), „Амиго Ернесто“ (1986), „Петък вечер“ (1987) и „Юдино желязо“ (1989).
Сценаристка е на „Принцът и просякът“ (2005).